# Тростен
Тростен — упразднённая деревня в Куйбышевском районе Калужской области России. Располагалась на территории современного Сельского поселения «Село Жерелево». На момент упразднения входила в состав Троицкого сельсовета. Исключена из учётных данных в 2003 году.

## Географическое положение
Располагалась на левом берегу ручья Тростень, приблизительно в 4 км (по прямой) к северо-западу от села Троицкое.

### Климат
Климат возле деревни, как и во всём районе, характеризуется как умеренно континентальный, с тёплым летом и умеренно холодной снежной зимой. Среднегодовая многолетняя температура воздуха составляет 3,9 °С. Средняя температура воздуха самого тёплого месяца (июля) — 18 — 18,5 °C; самого холодного (января) — −10,5 — −9,5 °C. Безморозный период длится в среднем 141 день. Среднегодовое количество атмосферных осадков составляет 610—620 мм, из которых большая часть выпадает в тёплый период. Снежный покров держится в течение 130—140 дней.

## История
Постановлением Законодательного Собрания Калужской области от 24 апреля 2003 г. № 627 населённый пункт исключен из учётных данных.

## Население
Согласно результатам переписи 2002 года в деревне отсутствовало постоянное население.